# Paul A. Smith
Paul Althaus Smith (* 18. Mai 1900; † 13. Juni 1980) war ein US-amerikanischer Mathematiker, der sich mit geometrischer Topologie befasste.
Smith studierte an der University of Kansas und wurde 1926 bei Solomon Lefschetz an der Princeton University (wohin er mit Lefschetz von Kansas gegangen war) promoviert (Approximation of curves and surfaces by algebraic curves and surfaces). Er war Professor an der Columbia University. 1947 wurde er in die National Academy of Sciences gewählt.
Er ist für zwei Vermutungen bekannt. Die Hilbert-Smith-Vermutung besagt, dass topologische Gruppen, die lokalkompakt sind und eine treue Gruppenwirkung als Transformationsgruppe auf einer Mannigfaltigkeit besitzen Liegruppen sind. Die Vermutung ist offen. Sie ist zusätzlich nach David Hilbert benannt, da sie manchmal als korrekte Formulierung des 5. Hilbertschen Problems betrachtet wird.
Die Smith-Vermutung ist dagegen bewiesen. Sie besagt, dass Fixpunkte von Diffeomorphismen endlicher Ordnung der 3-Sphäre keine nichttrivialen Knoten sein können. Sie wurde durch Friedhelm Waldhausen 1969 für gerade Ordnung bewiesen und der allgemeine Fall um 1978 von einer Reihe von Topologen wie William Thurston, William Meeks, Shing-Tung Yau, Hyman Bass, Cameron Gordon, Peter Shalen. In höheren Dimensionen (vier und mehr) ist die Vermutung falsch. Sie ist ebenfalls falsch, falls man allgemeinere stetige Transformationen als Diffeomorphismen betrachtet (Deane Montgomery, Leo Zippin 1954).
Die Untersuchung der Kohomologie von Gruppen von Homöomorphismen endlicher Ordnung von Mannigfaltigkeiten wird als Smith-Theorie bezeichnet. Smith selbst begründete die Theorie mit Untersuchungen Ende der 1930er Jahre. Er berechnete die Kohomologie von Fixpunktmengen von Involutionen auf Sphären und Projektiven Räumen.
Er war dafür verantwortlich, dass Samuel Eilenberg an die Columbia University berufen wurde. Er war von ruhiger und zurückhaltender Natur und ging ganz in seiner Arbeit als Topologe auf – man sagte ihm den Ausspruch nach (der seine Verwurzelung in der Topologie zeigt): Whenever i see a derivative it gives me nausea.